# 妖怪の飼育員さん
『妖怪の飼育員さん』（ようかいのしいくいんさん）は、藤栄道彦による日本の妖怪コメディ漫画。新潮社のウェブコミック配信サイト『くらげバンチ』にて2015年3月27日から2025年2月25日まで連載された。動物園を模した妖怪園を舞台に、そこで飼育、公開されている河童、牛鬼といった妖怪たちと新人飼育員の奮闘を描き、妖怪たちの生活と現代人との対比によって「人間」を浮かびあがらせる。
妖怪を題材とする漫画は数多く存在するが、妖怪が施設で展示されているという設定は珍しい。数多くの妖怪を登場させる舞台としてはうってつけだとフリーライターの川俣綾加は指摘する。また、川俣は本作を“展示系”妖怪コメディ漫画と呼んでいる。本作では妖怪を生物として捉えることで、描写をリアルにすると共に魅力的に描写している。また、鬼、天狗、雪女などといった人間型の妖怪が見世物となって妖怪園にいる理由付けもされている。
OBSラジオ番組『アニマジン』（2016年10月2日放送回）で本作が採り上げられ「ネット上では早くもアニメ化を希望する声がある」と紹介されている。
『月刊コミック@バンチ』2016年1月号（2015年11月21日発売）に出張版が掲載された。

## あらすじ
妖怪が普通に人間と共存している世界。その世界ではどの大都市にも必ず一か所ほど妖怪たちと触れ合える妖怪園が営まれている。
舞台となる西東京妖怪公園でも鳥月日和たち飼育員が妖怪たちの世話をしながら客たちとの対応に追われる日々を過ごしている。
一方、烏天狗の青北風は海外の妖怪の侵入に気づき、戦いに備えるべく知人の妖怪の助けを求め始めていた。

## 主な登場人物

### 西東京妖怪公園の飼育員
鳥月 日和（とりつき ひより）
新人飼育員。社会人1年目（#1時点）の女性。仕事中は耳あてとツノ付きのニット帽を愛用している。鳥取県出身。
余人には理解できない独特の感性を持ち、妖怪から好かれやすいタイプ。
ヴィンテージ古着の収集が趣味。
陸奥 吾郎（むつ ごろう）
西東京妖怪公園付きの妖怪医師。目の下の濃い隈とドレッドロックスが特徴。
妖怪の生態について豊富な知識を持つ。園にいる妖怪たちの診療や手術を行うほか、原因不明の人間の病気にも意見を求められることがある。
平木 直穂梨（ひらき なおり）
飼育員。女王様気質。建築業を営む父親を持ついい所のお嬢様で、プライドが高い。黒子という執事を連れている。大学では妖怪の勉強をしていた。
度々余計なことをして大事に発展させるトラブルメーカーでもあり、他の職員からはあまり頼りにされていない。
猪飼 遥（いかい よう）
飼育員。眼鏡っ娘。弱気な性格で胃痛持ち。しばしば妖怪との関係で悩んで思い詰める。
大源 壮悟（たいげん そうご）
コミックス2巻26話から登場した新人飼育員。人間の女性よりも妖怪の女性を好み、園内外の女性妖怪にアプローチする。
身体は丈夫で、大きな怪我や病気とは縁がなく、生半可なことでは死なないので、体を張る危険な仕事を任されることも多々ある。嫉妬深い寒梅にしばしば刺されているが、それでも元気に働いている。
気が多く、園内のほとんどの女妖から言動を気味悪がられる。妖怪なら老婆や明らかな人外まで愛せるが子供は恋愛の対象外で、現役中学生のつぶらや見た目が幼い色鳥には手を出さない。女性妖怪への異常な偏愛を除けば、仕事ぶり自体はいたって真面目である。
コミックス2巻の著者後書きページに依れば、鳥月は能動的に動くタイプではないので、能動的に動いてストーリを展開させやすい登場人物として大源を登場させたとのこと。キャラクターデザインは『サイボーグ009』の009との類似性を著者自らが後書きページでネタにしている。
今田 育代（いまだ いくよ）
飼育員。女性。善人でも悪人でもなく、特段良いことも悪いこともしない、ごく一般的な人間。
槍杉 浩二（やりすぎ こうじ）
飼育員。男性。実は同性愛者。
亞 心五郎（つぐる しんごろう）
即戦力として雇われたアルバイト。正体は人間に化けた魔王・神野悪五郎。
園長
西東京妖怪公園の園長を務める恰幅の良い男性。太りすぎから身体を壊しかけることもしばしば。

### 登場する主な妖怪
複数話に登場している妖怪、固有名を持つ妖怪のみを挙げる。
すねこすり
岡山県に生息する犬に近い妖怪。体をのばして動いているものにまとわりつく習性があり、夜道を歩く人間の足をこすり歩きにくくする。性質はおとなしく、基本的に臆病。
鳥月が初めて担当を任された妖怪。ふれあい広場が主な公開エリアだが、どこにでも（園の外にでも）鳥月にくっついて回っていることも多い。
雪女
固有名は寒菊（かんぎく）。一人称が「わらわ」など古風な口調で話す。契約によって園で生活しているタイプであり、勝手に園外へ出かけることもある。園内トップクラスの人気者。東京都の青梅出身。
気温が上がると常温で溶けて水になり、さらに高温では気化する。そのため活動期間は冬季（11月 - 3月）のみ。休業中は冷凍庫で過ごしており、夏場の外出にはドライアイスが必須でかき氷の湯船につかる。
園で有数の実力者でもあり、鳥月には「強いんじゃなくてヤバイ」「台風や竜巻に立ち向かうようなもの」と評されている。
つらら女
固有名は寒梅（かんばい）。言葉に東北訛りがある。活動期間は寒菊と同じく冬季（11月〜3月）のみ。
嫉妬深く浮気な男を嫌う性格。当初は軽薄な大源にも素っ気なかったものの、身体を張って自分を助けてみせた大源を気に入り交際を始める。大源の浮気性から短期間で破局したが、その後もなにかと気にかけ続けており、2人で外出することもある模様。
寒菊と同じく相当な実力者で、つららに姿を変えて刺すだけでなく、指をつららにして発射する、膝からつららを発射するなどの攻撃手段を持っている。
好物は焼きイモ。
烏天狗（からすてんぐ）
主に関東や信州に生息する、日本古来の天狗。人間とは比較にならないほど長命であり、剣術の達人で、知能も高く、空を飛び、神通力も持つ。気位が高いので、人間を相手にしないことも多い。
固有名は青北風（あをぎた）。またの名を「鞍馬山僧正坊」といい、茶の花や神野悪五郎からは「鞍馬山」の通称で呼ばれる。園では比較的新参者だが、少なくとも平安時代以前から生きているらしく、遮那王とも面識があり、巌流島での宮本武蔵と佐々木小次郎の決闘も目撃している。
剣術の達人で、普段は長い寿命を活用して書や剣術の修練をしている。自分よりアホな人間が運営する妖怪園に留まっているのは、人間が身の回りのことをやってくれるので作業に集中できるからではないかと言われているが、真偽は不明。職員を無視して作業に没頭することもあるが、愚かで短命な人間に対して寛容であり、客から無礼があっても見逃す。
ナタリアの弟子入りを渋っていたが、鳥月のアドバイスで態度を改めるようになったのを見て剣術の指導を始め、精神修養についても説く。また、九尾の狐の襲撃以来、世界中の妖が動き回る時が来ていると危惧しており、悟色に術を教えたり、全国の妖怪園を回って様子を確認し、神野から配下の魔物を借りて戦力を整えようと動いている。
ケンタウロス
神話にも登場するギリシャ出身の半人半馬。本来は気の良い性格をしているが、気性が荒っぽく、人間関係でモメることが多いため日本国内の妖怪園にはほとんどいない。多くは粗暴で好戦的だが、高い知能を持つ者もいる。馬と同じで足の骨折は致命傷になり、蹄葉炎を発症して死に至る。
閉園になるギリシャのモンスターランドから、自らの希望によって父親と娘とで西東京妖怪公園に移住してきた。固有名は父がハリー、娘がナタリア。
ハリーは鬚をたくわえ眼鏡をかけたカーネル・サンダースにも似た紳士然とした人物 であるが、いざという時には眼鏡を外しテンガロンハットと裸にベスト衣装のテキサス・ブロンコと化す。大変な親日家で、前年に妻を亡くしたことを機に、娘に礼儀作法を身につけさせるべく昔からの友人である陸奥を頼って日本へ移住する。
ナタリアは文字通りのジャジャ馬な性格。来園時に河童たちにケンカを売ったが、青北風と寒菊に懲らしめられる。その際に脚を骨折するが、河童から秘薬を提供されて快癒する。以降、青北風に弟子入りを志願。最初のうちは青北風から「何のために剣術を学ぶのか」「教わる心根ができていない」と言われて断られたが、その後、鳥月のアドバイスによって、いっしょに剣の素振りをするようになり、直接の指導も受けられるようになった。師匠が強すぎるせいであまり実感できていないが、数年の修行で着実に強くなっており、剣道有段者の太源に勝つほどに成長している。
なお、同じモンスターランドにいた同朋たちはサーカスに再就職して世界中を回っている。
石猿
火山島の仙石から生じた卵から生まれる猿の妖怪で、孫悟空の同類。人類史上たった2匹しか確認されていない神話級の妖猿である。
固有名は悟色（ごしき）。西之島の噴火から生まれ、船に忍びこんで東京までやって来た。名付け親は青北風で、由来は空即是色と孫悟空のもじり。来園当初は人の頭くらいの大きさしかない子猿で、素質はあっても修行していないので孫悟空ほど多彩な術は使えなかったが、呑み込みが早いらしくすでに体毛から分身を作り出す身外身の法を使うことができ、青北風に師事して雲に乗る術などを教わっている。
鳥月に懐いており、彼女しか世話ができない。肉親を持たないためか、一時期両親のいる子供を羨んでいたずらをしかけることが多くなった。
座敷童（ざしきわらし）
固有名は色鳥（いろとり）。見た目はおかっぱ頭をした9・10歳くらいの童女だが、雄略天皇との面識があり、逆算すると最低でも1600歳は超えている。
家を繁栄させ幸運をもたらす力を持ち、四方のある空間内にいる者をあらゆる災厄から守ることができるが、発動後にしっぺ返しがある。感覚に作用して他人から気にされなくなる術や、頭のアホ毛で妖気を探知する力も持っている。
鬼族
あやかし一般の呼称ではなく、いわゆる角を生やして金棒を持った「鬼」。正式名称「ニホンオニ」。雄は平均で身長280センチメートル、体重500キログラムくらいになる。本州・四国・九州に生息する。契約によって園で生活しているタイプであり、園の鬼ヶ島エリアで展示されている。
発声器官の違いから人間の言葉を発することはできないが、手話による意思の疎通は可能で、人間のスマートフォンなどの操作も行える。共通の性格として、欲望に正直で、ちょっと抜けていて、お人好しであり、昔話で最終的に人間に出し抜かれるのもそのためである。なおかつ非常に神経質で、節分の豆まきや柊鰯を怖がるのは自分が拒絶されているのを理解してしまうから。人間を襲う事故が発生することもあるが、これは人間が鬼のテリトリーを荒らすのが原因で、現在はかなり数を減らしている。
食事と飲酒と花札遊びを好む、平和的な性格。契約には1人1日あたり馬肉や鹿肉を5キログラム、玄米10キログラム、半斗の酒の供給も含まれる。時に人間も食べる対象となるが、前述の神経質さから好んで食べようとはせず、中年男性が自殺志願で自分を食べろと乱入した際には「ヤニ臭いので食べられたものではない」「なにか病気を患っていそう」「子供には安全な食材を食べさせたい」などの理由で食べるのを拒否していた。
衣装はフェイクファーであり、伝統的な虎縞柄が好まれているが、若い女性の鬼族のなかには豹柄、キリン柄なども流行っている。野生下では本来鹿などの毛皮を着る。
集団生活し、仲間内でケンカすることもあるので、自分より大きい相手に勝つための戦い方を身につけている。
千歳富士（ちとせふじ）
鬼族の雄の1人。それほど大きい個体ではないが、西東京妖怪公園にいる鬼の中では最強。息子がゲームを遊ぶために欲しがったスマートフォンをもらうために脱走したミノタウロスの捕獲に協力、1メーチル近く大きい相手との殴り合いの末、上手投げでノックアウトした。
二口女（ふたくちおんな）
人間が妖怪化したもので、後頭部にもう一つ口があり、髪を手のように動かして口に食べ物を運ぶ千葉県の妖怪。民話では継子を憎んで餓死させた母親が変化するとされ、最近の医学会では感染症の一種だと言われているが、原因は不明。物を食べない嫁を欲しがる男の所に山姥が化けた二口女が来たという昔話もあり、その話では食べ物を全部食べられてしまったという。
人間名は須田 美奈（すだ みな）。別に継子殺しをしたこともなければ、周囲に他に妖怪化した人間もいない。平日は普通のOLとして企業に勤めており、週末と祝日のみ妖怪園でショーに出演している。これは後頭部の口が食べる莫大な食費を負担してもらうことと引き換えの契約である。
濡れ女
ウミヘビの化身とされる東北と九州の一部に生息する水辺の妖怪で、蛇の尻尾は300メートル先まで届く。月に1度脱皮する。
自然環境下では牛鬼の周辺で生活して、人間や大型の動物などの獲物を誘い、牛鬼が仕留めるという形で共存している。このことから、妖怪園でも共生展示として一緒に展示されていることがある。
個体名は夕立（ゆうだち）。鬼たちほどではないにせよ酒が好きで、園では食事として酒類とつまみを要求する。人間にはあまり好意的ではないが、愛想を振りまくだけで安定した生活ができる妖怪園での暮らしにはそれなりに満足している模様。
コロポックル
北海道・樺太に生息するアイヌ伝承の小人。身長は30センチメートルほど。名前は「蕗の葉の下の人」という意味だと言われ、アイヌと対立し北へ去ったと伝えられている。一族で園内のドームに集落を作って住んでおり、民芸品（小人サイズを生かしたドールハウスなど）を作成し園の収益に貢献している。
レルラ
「狭い村の世界から出て、人間の大きな世界で生きてみたい」と言う理由で大源と結婚を前提に交際し、世間の憚りも気にせず自分と付き合ってくれる大源に惹かれてゆくが、「いずれ互いを傷付けるだけ」という陸奥やコロポックルの長老の説得から、内心を隠して「飽きた」と大源を振る形をとる。
日本人魚
その名の通りの日本全国に生息する人魚。ローレライなどの人を惹きつける催眠効果のある歌を歌う西洋人魚とは種族が違い、西洋の人魚のほうが人間に近い。他の水棲生物と同じく音によってコミュニケーションを取る関係で歌の文化を持ち、上手な個体を真似ることで上達していく。肉を食べると不老不死になるという迷信のため人間に乱獲され、明治時代にはミイラとして輸出品になったこともあり、個体数を減らしている。
個有名は朝凪（あさなぎ）。母親からきちんと習っていないので代々一族に伝わる歌をあまり上手く歌えなかったが、平木の提案で歌を特訓して上手になり、覚えたアイドルソングを歌ったことでオタク層から人気が集まる。
スクーグクロー
北欧出身の樹木の妖怪。背中が樹木状であり樹洞のような穴も空いているが、服を着てしまえば人間の女性と見分けがつかない。光合成で栄養を賄えるので食事は不要だが、冬季（11月〜3月）は温室の中で過ごす必要があり、光合成ができない雨の日は体調が崩しがち。人間の男性にとても好意的で、たき火の番をしてくれたり幸運を与えてくれたりするが、見返りに愛を求める。
固有名はマーヤ。スウェーデンからマンドラゴラ飼育の技術指導のために来ている。自分の背中にコンプレックスがあり、他人に体を見せたがらない。梅雨が苦手。例によって大源に言い寄られ、本人も最初は満更でもなかったが、さとりによって「冬季は寒梅、夏季にマーヤと時期をずらして付き合える」という本音が暴露されたため、懇々と人の道を説くことになる。
ぬらりひょん
老人の姿をした、正体不明で捉えどころの無い妖怪。勝手に人の家に上がり込む、妖怪の総大将といった話は俗説であり、生息地も不明。
固有名は茶の花（ちゃのはな）。茶道に通じており、「宗匠」と呼ばれている。青北風とは茶飲み友達で、鳥月にも茶道の作法を指導した。人をからかうのが大好きというお茶目な面もある。
西東京妖怪公園で有数の識者でもあり、青北風の相談相手にもなる。“魔”の存在にも顔が利くことから、青北風に神野との会談の場を開いてもらうよう依頼される。
単眼族
文字通り単一の大きな目を持つ、俗に言う「一つ目小僧」で、妖怪を代表する存在。全国に生息しており、出会って顔を見ると驚くが、人間に危害を加えることは無い。種族特性として「5.0が普通」と言われるほどの優れた視力を持つが、人間同様に不摂生で視力を低下させてしまうこともある。
一族で園に住んでいる。単眼であること以外人間と大差はなく、感性も人間に近いことから、ボランティアとして、来園客の案内係や、園内の妖怪と職員の橋渡し役も務める。
つぶら
園から人間の中学校へ通学している単眼族の少女。13歳。漫画が大好きで、漫画談議になると熱が入りすぎるので学校では少し浮いているが、同級生たちからは好かれている。最近は『無用ノ介』にハマっている。BL漫画の執筆が密かな趣味。ただ趣味に耽りすぎて視力と成績が落ちている。大源からは中学生であることを理由に守備範囲外と認識されている。創作活動をしているからか、語彙が豊富。
さとり
岐阜県の妖怪。正式な名前は玃（かく）。長毛と長い耳が特徴で、聴覚が優れている。エサは蜂の子やタケノコ。
人間の心を読めると言われているが、最近の研究で迷信だと分かっている。練習すれば人の言葉を話せるが、九官鳥と同じで意味を理解しているわけではなく、それ故に善悪の区別なく喋ってしまい、人間関係を破壊するおそれがある。実際には本当に心を読めているのだが、迷信だということにしておけば人間は幸せなので、誰も細かく追求しないというのが現実。
夏場は暑さでばてないように長毛を刈り込む。
河童
日本人にとって一番身近な水辺の妖怪。呼称は「かわわっぱ」が変化したもの。頭の上にお皿があり、お辞儀をするとお皿の表面の水が落ちて力が抜けてしまう。相撲好きで、仲間内でも相撲をとって遊ぶ。本場所開催期間はテレビの前に群がっているため、鑑賞には適さない。知能は高く、人間と意思の疎通も取れる。食事は鮎などの鮮魚と胡瓜などの野菜を好む。
打ち身や骨折をあっという間に治癒してしまう「河童の秘薬」（別名「猫山アイス」「岩瀬万能薬」）と呼ばれる薬を製造している。人間に接骨法を教えたとも言われる、いわば「骨折のプロ」であり、陸奥が匙を投げたケンタウロスの骨折でも1週間で治す。
冬期は毛が伸び、冬眠形態の山童となる。手足と口先以外は長い毛に覆われるので、1ツ目にも見える。この形態でも動くことはでき、山中で木こりの仕事を手伝ってくれたりもする。
集団で飼育エリアに住んでいる。冬眠中は展示されず、上記の通り本場所中は鑑賞には向かないので、見に来るなら4月・6月・8月が最適。
河童が属する水霊長類は妖怪の中でも群を抜いて種類豊富であり、下位分類に河童属・川猿属・川男属がある。河童科の中で最小の妖怪は、身長5cmほどの「浪小僧」である。
吸血鬼
世界各地に伝承の見られるポピュラーな吸血妖怪。蘇った死者、もしくは不死の妖怪で、小説『吸血鬼ドラキュラ』が有名。特にキリスト教文化圏では宗教上の理由から迫害の対象となり易いため、妖怪園に住んでいるのはそうした偏見の少ない日本だけとされている。
医学的には死んでいるアンデッドなので食事は必要ないが、1日500ccほどの血液を摂取する。他の吸血妖怪同様、食事が特殊なことが妖怪園でもネックになっており。血液感染由来の病気も罹患する可能性がある。不死性があるため病気で本人が死亡（消滅）することはないが、永遠に病苦にさいなまされる。血を吸われた人間も吸血鬼になるとされるが、吸血対象の吸血鬼化については「起こりうる」程度で確実ではない模様。
吸血鬼の女性ドロシーはアメリカで暮らしていたが、今の大統領になってから移民や異種族への風当たりが厳しくなってきたことから来日。食事の確保のため、平木のアイデアに基づき「吸血鬼アイドル」として売り出され供血を募った。その縁で防衛大が開発した代替血液を提供してもらえるようになる。
デュラハン
アイルランドに伝わる死を司る魔物。首のない男の姿をしていて、首のない馬が曳く馬車に乗る。自分の首を抱え、人の家を周り、死が訪れることを告げるとされる。乗っている馬車は水を渡れないので、川を渡って逃げると助かるという。姿を見ると目を潰される。重力の制約を受けないので宙に浮くことができる。
固有名はキリアン。剣の達人であり、真っ二つに斬られたハエが死んだ事に気づかず動き続ける程で、青北風も力量自体は認めている。長い年月をかけて人の登れぬ高みに至り、その技を比べることを望んで、世界各地を回り強者を探して決闘を繰り返している。かつては人間も相手にしていたが、せいぜい50年程度しか修練を積めない者を相手にするのに飽きて、現在は妖怪の強者を探している。他人と比べなければ実力を計れない精神的な未熟さを持つが、本人は気にしていない。青北風との決闘を望んで来日し、接戦の末に相手の得物を弾いて勝利を確信したが、密かに恋人の復讐を誓っていたソフィアに背後から刺されて絶命する。
リャナン・シー
アイルランドに伝わる男性に愛を求める妖怪。好意を持った男にしか姿が見えない。男性を誘惑して精を吸い取るが、愛を得られない場合は奴隷のように献身的に付き従って振り向かせようとする。人間の生気を吸う代わりに、芸術的才能を付与する。
固有名はソフィア。400年ほど昔からキリアンの下僕として同行しているが、これはキリアンに決闘で切り殺された愛した人間男性の仇を取るためであった。その憎しみを見抜いた青北風がわざと刀を取り落とし、それを拾って勝利を確信し油断したキリアンを背後から刺し殺す。

#### 魔
神野 悪五郎（しんの あくごろう）
「稲生物怪録」に名前の出てくる魔物の王の一柱。真野・神ン野とも。明確な意思を持つ魔としては異質な存在。魔の長としてはまだ歳若く、すぐにカッとなるのが欠点。
海外の妖怪による日本侵攻に備えて、青北風が茶の花を通して協力を依頼する。500年前から青北風とは折り合いが悪く、依頼は物別れに終わりそうになったが、自身の感性を正確に理解してみせた鳥月に興味を抱き、彼女個人を対象に支援を行うことを決めて、刑天・太歳との戦いで餓者髑髏を貸し与える。
その後、山本から人間に対する理解、考察の不足を指摘されたため、力を大幅に削いで人間・亞 心五郎（つぐる しんごろう）として、西東京妖怪公園のアルバイトを行うようになる。なお、青北風らには正体はバレているものの、口外しないように頼んでいる。出自の関係から妖怪や魔物に詳しいので、飼育員たちからも頼りにされている。
餓者髑髏（がしゃどくろ）
神野悪五郎が鳥月に貸し与えた魔物。甲冑と刀を装備した黒い巨大な骸骨。本作では滝夜叉姫が使役したこともある「相馬の大髑髏」と同じ妖怪とされる。
無念の死を遂げた死者たちの怨念の集合体で、神聖系の攻撃以外はほぼ受け付けず、1000体や2000体成仏させたところで痛手にはならない。
ほぼ無敵と言える強さを持っているものの、上述の通り神聖性を持つ妖怪とは相性が悪いほか、広い範囲の攻撃に術者が巻き込まれて意識を失うと、降魔術が解けて消えてしまうという弱点がある。
鳥月からは「ドクロくん」と呼ばれている。
山本 五郎左衛門（さんもと ごろうざえもん）
江戸時代の妖怪物語「稲生物怪録」に登場する魔物。多数の魔物を束ねる魔王と言われる、神野と同格の魔の長。
天竺や大陸の妖にも顔が利き、魔王の中では理性的で話が通じることから、青北風とぬらりひょんにより中国妖怪に対抗して日本の妖怪をまとめる者の候補に挙げられる。

#### 中国妖怪
九尾の狐（きゅうびのきつね）
「山海経」に登場する、中国大陸出身の狐のような妖怪。その名の通り9本の長い尾を生やし、赤子のような声で鳴き、人を喰らうが、逆にこれを食べると邪気を退けるという。暗黒属性の妖怪で、人間に化ける能力を持ち、口からは触れると体が腐れ落ちる瘴気を吐く。
牛魔王の頼みで中国から飛来し、座興で平木に化けて西東京妖怪公園の人間に危害を加えようとしたが、青北風に看破される。本性を現して大暴れしたものの、青北風、子啼爺、悟色の尽力で左目を潰されて撃退された。その後、再び来日して新宿駅前に現れるが、居合わせた鳥月が自分と同じ属性で相性の悪い餓者髑髏を召喚したため休戦を提案。コイントスで勝負に負けたため、憶測も交えて牛魔王の計画について情報を提供した。
一目五先生（いちもくごせんせい）
中国の疫病の妖怪で、5人一組で行動し目が付いている1匹に従う。匂いを嗅がれると病気になり、5匹全員に匂いを嗅がれると死んでしまう。命の気を吸われた妖もその姿を保てなくなる。人が死に絶えれば自分たちの糧も無くなってしまうので、生かしておいても毒にも薬にもならないような者に狙いを定めて食べている。九尾が世話になった礼として妖怪園に現れ今田を食おうとしたが、救援に駆けつけた寒菊によって冷気を胸の奥まで吸い込まされて死亡する。
刑天（けいてん）
黄帝との戦いで首を失いながらも両乳を目に、ヘソを口に変えて戦い続けたという古代中国の英雄に似た妖怪。斧と盾で武装した巨人で、首を求めて暴れ回り、食った生物は消化せずに生気を吸いとる。太歳と組んで地中を移動し、耳はないが地上の音を敏感に感じ取って遅いかかる。西東京妖怪公園近隣の小学校を襲撃したが、鳥月の使役する餓者髑髏に食っていた生物を腹から引き抜かれ、無財餓鬼の力で噛みちぎられて消滅した。
太歳（たいさい）
中国に生息する多数の目を持つ肉の塊で、術で土中を移動し災厄をもたらす。牛魔王の頼みで来日し、刑天と手を組んで各地で土砂崩れを起こしていた。色鳥の幸運を妨害して鳥月たちを苦しめたが、刑天が餓者髑髏に滅ぼされたのを見て逃げ出す。
蛟龍（こうりゅう）
中国に生息する龍の幼生。日本の「ミズチ」とは別物。龍なので多少神聖性を持つ。生まれたての時は人間の赤ん坊のような顔をしているが、成長するほどに顔つきが龍に近づき完全な飛行能力も習得する。物の持つ運動エネルギーを吸い取って成長し、エネルギーをゼロにされた物体は時間が停まったかのように静止してしまうが、熱という形でエネルギーを補う、つまり温めることで動き出す。また、エンジンなどのそれ自体が発熱する機械を完全に停止させるには時間がかかる。一度に吸えるのは1カ所からだけなので、効率を重視してエネルギーが大きなものを優先して狙う。
東京から鳥取へ向かうフライト中、飛行機に積み込まれた中国の貨物の中から孵化して機体を攻撃する。搭乗していた鳥月が呼んだ餓者髑髏をも行動不能に追いやったが、姥ヶ火の援護を受け復活した餓者髑髏の攻撃を受けて負傷。生まれたばかりで善悪の区別がつかなかったという事情から見逃され、とどめを刺されず何処かに逃げ去った。
牛魔王（ぎゅうまおう）
「西遊記」などに登場する中国の魔王。孫悟空と実力伯仲の存在で義兄弟であり、「平天大聖」「大力王」とも呼ばれる。孫悟空の他にも5人の義兄弟がおり、羅刹女との間に紅孩児という息子も設けている。
数百年表に出てこなかったが、地獄に行く人間が多すぎて獄卒が潰れそうになったため、厄災や疫病を引き起こして人間を殺し、地獄落ちが確定する前にもう一度人間道でやり直させることで獄卒の負担を減らそうとした。色々しがらみのある中国では実行できず、また絶望的に手が足りていないようで、手下の魔物を使わず自ら九尾や太歳に直接依頼して日本に派遣する。進捗が思わしくない2名を呼び寄せるも、苛立つ九尾に自分でやればいいと逆に文句を言われ、太歳には不慣れな異国ではなく中国本土で災厄を起こしてはどうかと提案される。
紅孩児（こうがいじ）
牛魔王と羅刹女の息子。「西遊記」では聖嬰大王とも呼ばれる。自制のきかない跳ねっ返りの問題児として知られ、相手が誰だろうと（親やスマートフォンでも）他者から指図されて動くのを嫌う。火の属性を持ち、長さ1丈8尺（=5メートル）に及ぶ火炎槍の使い手で、水では消せない三昧真火を目や口から出して操る。菩薩に蓮の花の罠で捕らえられているので、蓮にトラウマがある。
仏門に帰依した際に牛魔王との縁は切れていると思われていたが、父が手配した妖怪たちが相次いで失敗したのを受けて饕餮を連れて来日。九尾を痛めつけて道案内させ、西東京妖怪公園を襲撃して三昧真火で悟色と寒菊に大火傷を負わせるが、戦う前、不用意に茶の花が持っていた蓮の実入り胡麻団子を食べていたために蕁麻疹が出て撤退する。
饕餮（とうてつ）
中国の四凶のひとつ。黒雲に乗って移動し、全てを喰らい尽くす魔物と言われる。炎神の子孫だとも言われており、火の属性を持っている。
紅孩児と共に来日して九尾や西東京妖怪公園を襲撃する。

## 用語
妖怪
作中では妖怪の存在は広く認識され、人間と妖怪は共存している。高い知能を持つ妖怪の権利保護を護るために「ワシントン条約」のような国際条約も定められている。
人間とは価値観が異なる場合が多く、言葉を喋れる妖怪でも人間とは語彙や文脈の使い方が違うので意志が読み取りにくい。人間由来の妖怪も多いこともあり幽霊との分類は難しく、呼び名より、人間らしいか妖らしいかという「らしさ」、つまり人のしがらみに捉われているかどうかが重要。一度人間と妖怪の間で約束事が成立した場合、その「縁」を切るのはかなり大変。生物とは少し概念が違うが死や病気は存在し、死ぬと肉体も何も残らず消滅する。自分の名前を知られるのを嫌うので、園にいる妖怪たちの固有名もまた仮の名前であり、中には仮の名前ですら付くのを嫌がる妖怪もいる。
妖怪化した人間を除いて戸籍や住民票がないので、選挙権もない。また、人間と妖怪の結婚は法律では認められていない。一方で、道路交通法など、妖怪にも適用されるように改正された法律も存在している。
目的不明の行動をするものが多く、行動すら不明なものも珍しくない。多くの妖怪はなぜか甘酒を好む。妖怪同士にも様々な関係性があり、野生下で共生している牛鬼と濡女のような例があるのに対し、一方の存在を許すともう一方が存在できないという妖怪の関係を「反共生関係」と呼ぶ（例：天井が低いと床にぶつかってしまう天井下がりと、天井が高いと天井をなめられない天井嘗）。妖怪の存在が人間の快適さを損なうこともまた反共生関係といい、人間に迷惑をかけてでも認識されないと存在できない妖怪もいる。逆に人間社会の変化でいなくなってしまう妖怪もいる。人間に負の影響を及ぼす妖怪の保護はそれ相応の設備が必要で、危険妖怪を設備なしで展示することは許可されていない。
人間同様、高齢化問題を抱えており、数の多い老婆の妖怪は国から可能なら介護保険に加入するよう言われている。基本的に人間の高齢者と同じ扱いなので、集団生活は特別養護老人ホームに準じ、レクリエーションや創作活動を通じて喜びや生きがいを生み出すよう行政側から通達されている。なお、爺の妖怪に比べて婆の妖怪が圧倒的に多い。平均寿命が長いから、女の方が妖怪に近いからなど諸説あるが、真実は藪の中。
日本の妖怪が基本的にのほほんとしているのに対し、西洋の妖怪には凶悪なものが多い。また、中国の妖怪は疫病や災害に絡むものも多く、とにかく損得勘定で動くため、労力と報酬が見合わない相手とは極力戦わず、状況次第で人間相手とでも交渉して妥協点を見出だそうとする理性的な面も持つ。
魔物
妖怪と違い、人間に対する害意しかないとされる存在。辻神やひょうすえなどのように、疫病や災厄をもたらす。多少なりとも意思がある存在はかなり異質であり、魔王はどうにもならないのばかりで、話ができる山本の方が例外とされる。
怪異
それ事態は妖怪ではない、不可思議な出来事のこと。だが、原因となっているものが妖怪の場合はある。一例に歩く二宮金次郎像、化け灯篭、迷い家など。
妖怪園
妖怪に対する理解を深め共存するための施設であり、できるだけ妖怪の生息するありのままの姿を再現するようにしている。作中では「大きな都市ならどこにでもひとつはある」とされており、また日本以外にも同様の施設が世界各国に存在している。
舞台となる多摩の西東京妖怪公園（1958年開園）には、ふれあい広場といった妖怪と触れ合える施設や、バスに乗って棲息エリアを周遊するような施設もある。展示妖怪は105話で300種族に到達する。西東京妖怪公園以外にも、上野妖怪園や東武妖怪公園の名前が登場している。
妖怪園は妖怪が過ごしやすい環境を提供するほか、人間または人間以上の知能をもつ妖怪とは契約を行い、園内で生活してもらっている。妖怪たちの衣食住は保証されているが現金は渡していないので、特別に欲しいものがある時は閉園後にアルバイトをしていることもある。動物園と違って生態にもバリエーションが多いので、脱走対策の訓練は種類別に行われ、職員の負担が大きい。妖怪を通して人間のあり方を学ぶ場所なので、匂いや汚れも展示のうちであり、見せ物ではなくお金を払って学ばせてもらうと考えるべきとされる。特に妖怪がらみの相談を受け付けているわけではないが、他に相談できるところがないためか、妖怪の問題で困った客がよくやって来る。
食事は動物園と同じように飼料担当がまとめて用意したものをそれぞれの担当が部署へ持っていく形が基本。人間型の妖怪には仕出し弁当が配られるが、味付けの好みが人間とは全然違うことも多い。また、鬼のように食材を渡せば自分で調理するものもいる。偏食の妖怪のために職員が身を削ることもあるが、可能な限り代用品を用意して対応している。
妖怪園では妖怪の貸し出しは行っておらず、テレビの妖怪番組に出演しているのは妖怪を専門に扱うプロダクションで調達した個体。また、動物型の妖怪は園で訓練をなにもしていないので、飼育員も指示はできず言うことを聞かない。

## 書誌情報
- 藤栄道彦『妖怪の飼育員さん』新潮社〈BUNCH COMICS〉、全15巻
  1. 2015年12月9日発売[137]、ISBN 978-4-10-771856-3
  2. 2016年12月9日発売[138]、ISBN 978-4-10-771939-3
  3. 2017年11月9日発売[139]、ISBN 978-4-10-772023-8
  4. 2018年5月9日発売[140]、ISBN 978-4-10-772079-5
  5. 2018年11月9日発売[141]、ISBN 978-4-10-772134-1
  6. 2019年5月9日発売[142]、ISBN 978-4-10-772188-4
  7. 2019年11月9日発売[143]、ISBN 978-4-10-772232-4
  8. 2020年8月6日発売[144]、ISBN 978-4-10-772307-9
  9. 2021年3月9日発売[145]、ISBN 978-4-10-772370-3
  10. 2021年10月8日発売[146]、ISBN 978-4-10-772370-3
  11. 2022年3月9日発売[147]、ISBN 978-4-10-772483-0
  12. 2022年10月7日発売[148]、ISBN 978-4-10-772537-0
  13. 2023年6月8日発売[149]、ISBN 978-4-10-772612-4
  14. 2024年4月9日発売[150]、ISBN 978-4-10-772704-6
  15. 2025年6月9日発売[151]、ISBN 978-4-10-772844-9